# Parlamentswahl in Armenien 2021
- HD: 29
- KP: 71
- POD: 7

Die Parlamentswahl in Armenien 2021 fand am 20. Juni 2021 statt. Gewählt wurden die Abgeordneten der Armenischen Nationalversammlung. Planmäßig hätte die Wahl eigentlich erst 2023 stattgefunden, wurde nach dem verlorenen Krieg um Bergkarabach 2020 und nachfolgenden Protesten jedoch vorgezogen.

## Hintergrund
Die armenische Regierung unter Premierminister Nikol Paschinjan war nach landesweiten Protesten 2018 an die Macht gekommen und hatte in der damaligen Wahl 70 % der Wählerstimmen hinter sich vereinigen können. Die Regierung hatte sich auf innenpolitische Fragen konzentriert: Bekämpfung der Korruption, Verwaltungsreformen und eine Steuerreform, die zu einem einheitlichen Einkommenssteuersatz einführte. Viele Vertreter der früheren, als korrupt angesehenen Regierungen wurden aus dem Staatsdienst entlassen, manche wegen Veruntreuung verfolgt und einige Wirtschaftsmonopole, die Paschinjans Vorgänger unterstützt hatten, zerschlagen. Außenpolitische Fragen, insbesondere die Lösung des Konflikts um Bergkarabach mit Aserbaidschan, wurden weniger beachtet.
Im Herbst 2020 kam es zum Krieg um Bergkarabach, den Armenien mit dem verbündeten De-facto-Regime Republik Arzach verlor und die Kontrolle über weite Gebiete an Aserbaidschan abgeben musste. Es kam zu einer innenpolitischen Krise mit gegenseitigen Vorwürfen aus Regierung, Opposition und Militärs, für die Niederlage die Verantwortung zu tragen. Während des Krieges waren Freiheitsrechte stark eingeschränkt, was bereits zu einiger Kritik an zu weit gehenden Maßnahmen des Kriegsrechts führte. Nach Aufhebung der Beschränkungen im Dezember 2020 machte sich bald Unmut Luft. Noch im gleichen Monat kam es zu Straßenblockaden, bei denen Paschinjans Rücktritt gefordert wurde. Es folgten monatelange Proteste, weitere Straßenblockaden und die Erstürmung eines Regierungsgebäudes – zugleich aber auch Demonstrationen für die Regierung – sowie auch Rücktrittsforderungen aus der armenischen Kirche und im Februar 2021 von der Militärspitze, was die Regierung als Putschversuch bezeichnete.
In Folge trat Paschinjan am 25. April 2021 zurück, um den Weg zur Auflösung des Parlaments und Neuwahlen freizumachen. Am 3. Mai wurde Paschinjans erneute Kandidatur vom Parlament entsprechend einer Vereinbarung aller Fraktionen abgelehnt, sodass die Kammer aufgelöst und Neuwahlen angesetzt werden konnten. Geschäftsführend blieb Paschinjan weiterhin im Amt.

## Wahlsystem

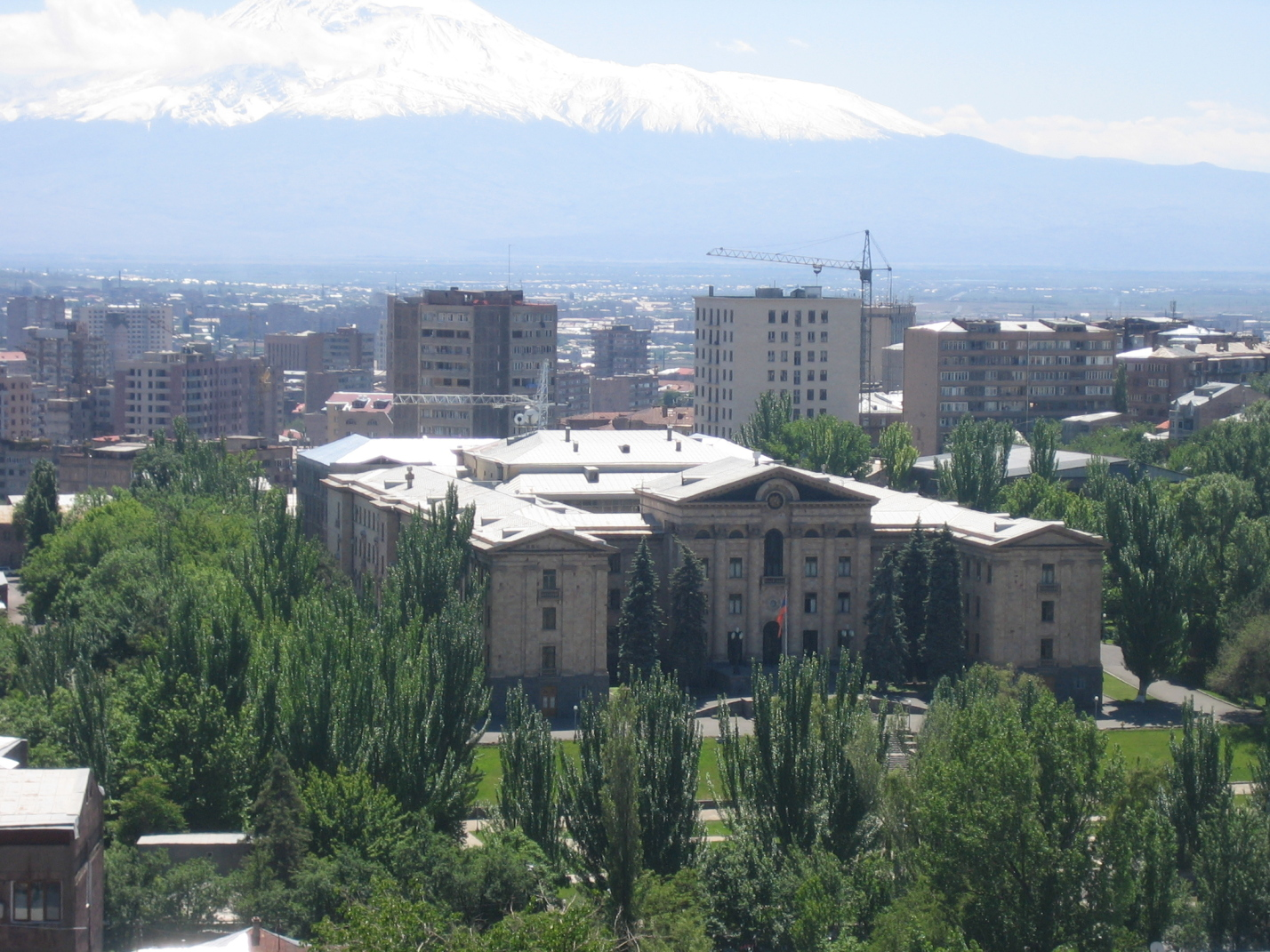
Parlamentsgebäude in Jerewan

Die Mitglieder der Nationalversammlung werden nach dem Parteilistenverhältnis gewählt. Die Anzahl der Sitzplätze beträgt mindestens 101 und erhöht sich, wenn zusätzliche Mandate zugewiesen werden müssen. Die Sitzvergabe erfolgt nach dem D’Hondt-Verfahren mit einer Wahlschwelle von 5 Prozent für Parteien und 7 Prozent für Bündnisse.
Unabhängig vom Abschneiden der drittbesten Partei ist es gesetzlich vorgeschrieben, dass mindestens drei Fraktionen ins Parlament einziehen müssen. Wenn eine Partei mehr als zwei Drittel der Sitze gewinnt, erhalten die unterlegenen Parteien, die es über die Fünfprozenthürde geschafft haben, zusätzliche Sitze, wodurch der Sitzanteil der gewinnenden Partei auf zwei Drittel reduziert wird.
Die Sitze werden den Parteien nach ihrem nationalen Stimmenanteil zugeteilt. Vier Sitze sind für nationale Minderheiten (Assyrer, Kurden, Russen und Jesiden) reserviert, wobei die Parteien separate Listen für die vier Gruppen haben.

## Wahlkampf
Der vergangene, verlorene Krieg und die Sicherheit Armeniens sind die beherrschenden Themen des Wahlkampfes, der von nationalistisch ausgerichteten Parteien und Bündnissen dominiert wird. Die für den Erfolg Paschinjans einige Jahre zuvor ausschlaggebenden Themen der Machtkonzentration der Elite und Wohlstandsverteilung sind in den Hintergrund getreten. Viele neuen Parteien und Bündnisse treten zur Wahl an. Auch Paschinjan tritt wieder als Spitzenkandidat seiner Partei Zivilvertrag an und will sich erneut eine politische Mehrheit für eine weitere Amtszeit holen. Er wirbt mit seinen wirtschaftlichen Erfolgen und dem Kampf gegen Monopole und Korruption, wobei Krieg und Krisen des Jahres 2020 den Erfolg seiner Wirtschaftspolitik zunächst zunichtegemacht haben. Die auch nach dem Waffenstillstand immer wieder aufflammenden Grenzkonflikte mit Aserbaidschan dagegen ließen die Unzufriedenheit mit der Regierung Paschinjans wachsen. Paschinjan warf daher Aserbaidschan vor, mit wiederkehrenden Vorfällen an der gemeinsamen Grenze – mehrfach sollen aserbaidschanische Soldaten auf armenisches Gebiet vorgedrungen sein – Einfluss auf den Wahlkampf zu nehmen. Dazu kam ein Skandal um die mangelhafte Aufbewahrung sterblicher Überreste armenischer Soldaten aus dem Krieg, während viele Tote noch immer nicht identifiziert sind. Auch die weiterhin in von Aserbaidschan festgehaltenen Kriegsgefangenen sind Wahlkampfthema. Deren Angehörige demonstrierten auch während des Wahlkampfes weiter für ihre Freilassung und für ein größeres Engagement der armenischen Regierung in dieser Sache. Unter öffentlichen Druck geraten, bot Paschinjan seinen eigenen Sohn als Austausch für die verbliebenen Gefangenen an. Anfang Juni kam es schließlich zum Austausch von 15 Kriegsgefangenen gegen Karten, die von Armenien vor 2020 verminte Flächen zeigen, die nun unter Kontrolle Aserbaidschans sind. Ob der Austausch Paschinjan bei der Wahl von Vorteil ist, bleibt jedoch offen.
Als wichtigster Kandidat unter den oppositionellen Parteien stellte sich im Wahlkampf der frühere armenische Präsident Robert Kotscharjan und dessen Parteienbündnis „Armenien“ heraus. Ihm kommt zugute, dass er Kommandant während des für Armenien erfolgreichen ersten Krieges um Bergkarabach zu Beginn der 1990er Jahre war. Zudem gilt er als Freund des russischen Präsidenten Putin, erhält Unterstützung von russischen Medien, Regierungsstellen und Unternehmern und kann daher pro-russische Stimmen hinter sich vereinen. Dennoch sehen einige Analysten nur begrenzte Chancen für Kotscharjan, da ihn trotz einiger Zustimmung noch immer deutlich größere Teile der Bevölkerung ablehnen, nachdem er die Wahl 2008 manipuliert haben soll und Proteste niederschlagen ließ. Zudem wird er noch immer mit Vorteilsnahme und Korruption durch Oligarchen verbunden, die unter den Regierungen seiner Partei verbreitet waren. Dass er 2018 nach Armenien zurückkehrte und wegen der Vorwürfe einige Zeit im Gefängnis verbrachte, lässt ihn in den Augen einiger Wähler jedoch auch besonders stark erscheinen. Sein Bündnis „Armenien“ umfasst mehrere nationalistische Gruppierungen und verspricht, einige der im Krieg verlorenen Gebiete zurückzuholen und Milizen aufzubauen. Außenpolitisch setzt man auf eine starke Bindung an Russland und weniger Kooperation mit dem Westen. Im Inneren sollen nach russischem Vorbild aus dem Ausland finanzierte Bürgerrechtsorganisationen wie sogenannte „Soros-Organisationen“ (die von Open Society Foundations (mit)finanzierten) verboten oder eingeschränkt werden. Wirtschaftlich will man sich auf Infrastrukturaufbau, der der nationalen Sicherheit dient, konzentrieren sowie auf Digitalisierung. Außerdem will Kotscharjans Bündnis die Steuern senken. Während Paschinjan auf dem Land mehr Unterstützung erhält, wo die lokalen Anliegen als wichtiger erachtet würden, wird dem Bündnis „Armenien“ größerer Zuspruch in den Städten vorausgesagt.
Der ebenfalls kandidierende frühere Präsident Lewon Ter-Petrosjan kritisierte Kotscharjans Versprechen als „unrealistische Kriegstreiberei“. Er tritt mit dem Armenischen Nationalkongress an und spricht sich für einen Ausgleich mit Aserbaidschan aus. Seine Partei will eine Verwaltungsreform durchsetzen und die Wirtschaft modernisieren in Richtung umweltfreundlicher Produktion und Landwirtschaft sowie Informations- und Nanotechnologie und neuen Energieträgern. Das Bündnis „Ich habe Ehre“ (POD, HHK und HK) mit Robert Harutjanjan will sich auf eine Haushaltssanierung und Unterstützung kleiner und mittelständischer Unternehmen konzentrieren und die Grundversorgung der Bürger sichern. Hrant Bagratyan und die Freiheitliche Partei wollen, dass der Staat stärker investiert und die Finanzpolitik reformieren. Die 5,165-Partei fordert eine Fokussierung der armenischen Wirtschaft auf Militärindustrie, Landwirtschaft, Bildung, Wissenschaft, Gesundheit und Tourismus. Aus der Partei Blühendes Armenien wurde eine Einheitsregierung vorgeschlagen, die das Land aus der Krise führen soll, was jedoch auch innerhalb der Partei umstritten ist – vor allem, was das Zusammengehen mit der bisherigen Regierungspartei betrifft.
Laut Politikwissenschaftler Oganesjan ist die Wahl die erste in Armenien, in der die Opposition mehr Ressourcen mobilisieren kann als die Regierung und daher auch die mit dem stärksten politischen Wettbewerb bisher. Der vom Parlament gewählte Ombudsmann für Menschenrechte dagegen zeigte sich besorgt über die im Wahlkampf aufkommende Hassrede, die die Spaltung des Landes verschärfen könne. Er wandte sich dabei insbesondere gegen die martialische Rhetorik des Premierministers. Ähnliche Kritik am aufgeheizten, stark polarisierten Wahlkampf wurde auch von der OSZE geäußert, die insgesamt 341 Beobachter in das Land entsandte. Zum Ende des Wahlkampfes gab es aus der Opposition Vorwürfe, die Regierung Paschinjans würde Druck auf Staatsbedienstete ausüben, um möglichst viele Menschen zu seinen Wahlkampfauftritten versammeln zu können. Den Hauptkonkurrenten stehen je eine große Zahl nationaler Medien nahe oder sind in Besitz der Parteien oder deren Mitglieder: Zivilvertrag werden Haykakan Zhamanak Daily Newspaper, Armtimes.com, Free news TV company, Ararat Magazine, araratnews.am, Armenpress und Public Television of Armenia zugerechnet. Der „Armenien“-Block werde von Channel 5 TV, Yerevan Today, PARA TV und Yerkir Media TV unterstützt. „Ich habe Ehre“ ist mit den Medien ArmNews TV, tert.am, blognews, news.am, 168․am, Hayeli.am, Analitik.am, Armenia TV und der Zeitung Dschochowurd verbunden. Während BHK keine Medien nahe stehen, wird ANK mit ilur.am news und der Zeitung Tschorord Ischchanutiun in Verbindung gebracht.

## Parteien und Bewerber

### Teilnehmende Parteien
Insgesamt wurden 25 Parteien bzw. Bündnisse zur Teilnahme an der Wahl registriert:
1. Faires Armenien
2. Armenischer Nationalkongress (HAK)
3. Zivilvertrag (KP)
4. Nationale Christliche Partei
5. Freiheitspartei
6. Bündnis „Ich habe Ehre“
7. Einiges Heimatland
8. Allarmenische Staatspartei
9. Leuchtendes Armenien (LH)
10. Armenien ist unsere Heimat
11. Republik
12. Heimatland der Armenier
13. Freies Heimatland
14. Blühendes Armenien (BHK)
15. Demokratische Partei Armeniens
16. 5165 Nationalkonservative Bewegung
17. Bürgerentscheidung
18. Schirinjan-Babadschanjan-Allianz
19. Nationale Agenda
20. Aufstiegspartei
21. Liberale Partei
22. Europäische Partei Armeniens
23. Bündnis „Armenien“ (HD)
24. Nationaldemokratische Allianz
25. Souveränes Armenien

### Spitzenkandidaten
| KP               | HD (ARF/WH)        | BHK            | POD (HHK/HK)   | LH             | HAK                 | Hanr.           | S-BZD               |
| ---------------- | ------------------ | -------------- | -------------- | -------------- | ------------------- | --------------- | ------------------- |
|                  |                    |                |                |                |                     |                 |                     |
| Nikol Paschinjan | Robert Kotscharjan | Gagik Zarukjan | Artur Wanezjan | Edmon Marukjan | Lewon Ter-Petrosjan | Aram Sarkissjan | Arman Babadschanjan |

## Umfragen

### Umfragen während des Wahlkampfes
Die Ergebnisse der Umfragen schwankten je nach Institut stark, sodass die Aussagekraft eingeschränkt ist. Zudem gibt es eine große Zahl unentschiedener Wähler. Das gilt auch für die Zustimmung zu den prominentesten Kandidaten. Insbesondere die Aussagekraft der Ergebnisse von MPG/Gallup International Armenia, das keine Verbindungen zum bekannteren Institut in Washington hat, werden angezweifelt. Die Methodik sei uneindeutig und nur auf Anrufen von wenig verbreiteten Festnetzanschlüssen basierend. Als die Umfragewerte der Regierung noch hoch waren, kam diese Kritik jedoch noch nicht von den regierungsnahen Medien. Analysten haben insbesondere die kurz vor der Wahl veröffentlichten Umfragen als irreführend und unseriös kritisiert, was sich mit dem deutlich abweichenden Wahlergebnis dann bestätigte. Für einige bestätigte sich damit, dass MPG bewusst die Wählerstimmung beeinflusse, was dem Institut bereits in anderen Ländern vorgeworfen wird.
| Umfrageinstitut | Datum          | KP     | HD (ARF)      | BHK    | POD (HHK) | LH    | Andere | Quelle |       |  |        |
| --------------- | -------------- | ------ | ------------- | ------ | --------- | ----- | ------ | ------ | ----- |  | ------ |
| Umfrageinstitut | Datum          | MPG    | 18. Juni 2021 | 10,8 % | 28,7 %    | 5,4 % | 5,4 %  | Quelle | 5,2 % |  | [ 21 ] |
| MPG             | 10. Juni 2021  | 23,8 % | 24,1 %        | 3,7 %  | 7,4 %     | 3,1 % | 3,1 %  | [ 27 ] |       |  |        |
| MPG             | 4. Juni 2021   | 22,4 % | 20,6 %        | 4,2 %  | 3,9 %     | 2,9 % | 3,6 %  | [ 28 ] |       |  |        |
| MPG             | 28. Mai 2021   | 22,9 % | 17,5 %        | 3,8 %  | 2,7 %     | 2,3 % | 4,5 %  | [ 29 ] |       |  |        |
| MPG             | 21. Mai 2021   | 24,8 % | 14,3 %        | 4,1 %  | 3,1 %     | 2,0 % | 3,5 %  | [ 30 ] |       |  |        |
| MPG             | 27. April 2021 | 27,2 % | 8,1 %         | 3,7 %  | 1,8 %     | 1,8 % | 2,2 %  | [ 31 ] |       |  |        |
| MPG             | 29. März 2021  | 31,7 % | 5,9 %         | 4,4 %  | 2,4 %     | 2,7 % | 3,0 %  | [ 32 ] |       |  |        |

### Ältere Umfragen
| \| Umfrageinstitut \| Datum \| KP \| ARF \| BHK \| HHK \| LH \| Andere \| Quelle \| \| \| \| \| --------------- \| ---------------- \| ------ \| ---------------- \| ------ \| ----- \| ----- \| ------ \| ------ \| ----- \| ----- \| ---- \| \| Umfrageinstitut \| Datum \| MPG \| 17. Februar 2021 \| 33,1 % \| — \| 4,4 % \| 2,2 % \| Quelle \| 2,6 % \| 3,3 % \| [33] \| \| IRI \| 16. Februar 2021 \| 33 % \| — \| 3 % \| 1 % \| 1 % \| 2 % \| [34] \| \| \| \| \| MPG \| 27. Juni 2020 \| 55 % \| — \| 6 % \| 1,4 % \| 5 % \| 1,9 % \| [35] \| \| \| \| \| MPG \| 1. Dezember 2019 \| 61,3 % \| — \| 14,2 % \| 1,5 % \| 3,9 % \| 3,6 % \| [36] \| \| \| \| \| IRI \| 13. Oktober 2019 \| 55 % \| — \| 19 % \| 4 % \| 6 % \| 5 % \| [37] \| \| \| \| \| IRI \| 31. Mai 2019 \| 59 % \| — \| 12 % \| 5 % \| 4 % \| 5 % \| [38] \| \| \| \| \| MPG \| 9. Mai 2019 \| 60 % \| — \| 11,9 % \| 1,6 % \| 4,6 % \| 2,8 % \| [39] \| \| \| \| |                  |        |     |        |       |       |        |        |
| Umfrageinstitut | Datum            | KP     | ARF | BHK    | HHK   | LH    | Andere | Quelle |
| Umfrageinstitut | Datum            |        |     |        |       |       |        | Quelle |
| MPG | 17. Februar 2021 | 33,1 % | —   | 4,4 %  | 2,2 % | 2,6 % | 3,3 %  | [ 33 ] |
| IRI | 16. Februar 2021 | 33 %   | —   | 3 %    | 1 %   | 1 %   | 2 %    | [ 34 ] |
| MPG | 27. Juni 2020    | 55 %   | —   | 6 %    | 1,4 % | 5 %   | 1,9 %  | [ 35 ] |
| MPG | 1. Dezember 2019 | 61,3 % | —   | 14,2 % | 1,5 % | 3,9 % | 3,6 %  | [ 36 ] |
| IRI | 13. Oktober 2019 | 55 %   | —   | 19 %   | 4 %   | 6 %   | 5 %    | [ 37 ] |
| IRI | 31. Mai 2019     | 59 %   | —   | 12 %   | 5 %   | 4 %   | 5 %    | [ 38 ] |
| MPG | 9. Mai 2019      | 60 %   | —   | 11,9 % | 1,6 % | 4,6 % | 2,8 %  | [ 39 ] |

## Ergebnis
Das vorläufige Ergebnis wurde am späten Abend des 20. Juni 2021 verkündet. Am Abend des 21. Juni wurden die Ergebnisse mit geringen Abweichungen bestätigt.
| Partei                                                | Partei                             | Stimmen   | Anteil  | Sitze  | ±   |
|                                                       | Zivilvertrag                       | 687.251   | 53,97 % | 71/107 | −17 |
|                                                       | Bündnis „Armenien“ (WH/ARF)        | 268.165   | 21,06 % | 29/107 | +29 |
|                                                       | Bündnis „Ich habe Ehre“ (HHK/HK)   | 66.633    | 5,23 %  | 7/107  | +07 |
|                                                       | Blühendes Armenien                 | 50.416    | 3,96 %  | 0/107  | −26 |
|                                                       | Republik                           | 38.713    | 3,04 %  | 0/107  | 0   |
|                                                       | Armenischer Nationalkongress       | 19.647    | 1,54 %  | 0/107  | 0   |
|                                                       | Schirinjan-Babadschanjan-Allianz   | 19.142    | 1,50 %  | 0/107  | Neu |
|                                                       | Nationaldemokratische Allianz      | 18.767    | 1,47 %  | 0/107  | Neu |
|                                                       | Leuchtendes Armenien               | 15.557    | 1,22 %  | 0/107  | −18 |
|                                                       | 5165 Nationalkonservative Bewegung | 15.534    | 1,22 %  | 0/107  | Neu |
|                                                       | Liberale Partei                    | 14.923    | 1,17 %  | 0/107  | Neu |
|                                                       | Heimatland der Armenier            | 13.115    | 1,03 %  | 0/107  | Neu |
|                                                       | Armenien ist unsere Heimat         | 12.162    | 0,96 %  | 0/107  | Neu |
|                                                       | Demokratische Partei Armeniens     | 5.017     | 0,39 %  | 0/107  | Neu |
|                                                       | Nationale Christliche Partei       | 4.623     | 0,36 %  | 0/107  | Neu |
|                                                       | Freies Heimatland                  | 4.136     | 0,32 %  | 0/107  | Neu |
|                                                       | Faires Armenien                    | 3.921     | 0,31 %  | 0/107  | Neu |
|                                                       | Bürgerentscheidung                 | 3.771     | 0,30 %  | 0/107  | 0   |
|                                                       | Souveränes Armenien                | 3.558     | 0,28 %  | 0/107  | Neu |
|                                                       | Europäische Partei Armeniens       | 2.786     | 0,22 %  | 0/107  | Neu |
|                                                       | Freiheitspartei                    | 1.842     | 0,14 %  | 0/107  | Neu |
|                                                       | Aufstiegspartei                    | 1.245     | 0,10 %  | 0/107  | Neu |
|                                                       | Einiges Heimatland                 | 956       | 0,08 %  | 0/107  | Neu |
|                                                       | Allarmenische Staatspartei         | 803       | 0,06 %  | 0/107  | Neu |
|                                                       | Nationale Agenda                   | 721       | 0,06 %  | 0/107  | Neu |
| Ungültige Stimmen                                     | Ungültige Stimmen                  | 8.507     | —       | —      | —   |
| Gesamt                                                | Gesamt                             | 1.281.911 | 100 %   | 107    | +0  |
| Wähler und Wahlbeteiligung:                           | Wähler und Wahlbeteiligung:        | 2.593.572 | 49,43 % | —      | —   |
| Quelle: Zentrale Wahlkommission der Republik Armenien |                                    |           |         |        |     |

## Reaktionen nach der Wahl
Als in der Nacht nach der Wahl die ersten Hochrechnungen Ergebnisse verkündet wurden, nach denen das Regierungsbündnis deutlich über 50 % erreichen konnte, rief sich Paschinjan zum Sieger aus. Er kündigte an, eine neue Regierung zu bilden und wolle sich dabei auch mit anderen „gesunden Parteien und Gruppen“ konsultieren, um deren Vision zu verstehen. Als erste Themen der neuen Regierung nannte Paschinjan das Gesundheitswesen, die nationale Einheit und Rechtsstaatlichkeit. Die innenpolitische Krise erklärte Paschinjan am Tag nach der Wahl für beendet und rief auf, die Feindseligkeiten zu beenden, wobei er eingestand, auch selbst im Wahlkampf feindselige Stimmungen geschürt zu haben.  Eine Änderung der Außenpolitik wird nicht erwartet. Alle im neuen Parlament vertretenen Parteien befürworten eine enge Zusammenarbeit mit Russland. Der Erfolg Paschinjans wird seiner großen Unterstützung auf dem Land, das von anderen Politikern jahrelang vernachlässigt wurde, seiner Fähigkeit Wechselwähler für sich zu gewinnen, die oft mehr seinen Gegner Kotscharjan fürchten als Paschinjan unterstützen, und der Zersplitterung der Opposition in viele Parteien und Blöcke zugeschrieben.
Wegen des überraschend guten Abschneidens der Regierungspartei beklagte die Opposition, vor allem die Allianz „Armenien“ unter Robert Kotscharjan, Verstöße bei der Abstimmung. Sie wolle das Wahlergebnis zunächst nicht anerkennen, da es im Widerspruch zur Stimmung im Land und den vielen Protesten stehe. Noch Tage nach der Wahl wurde in den beiden Parteien, die Oppositionsfraktionen bilden können, gestritten, ob die gewonnenen Sitze im Parlament eingenommen werden sollen oder das Parlament boykottiert werden soll. Kotscharjan sagte für sich, dass er einen Boykott ablehnt, sich selbst aber nicht als einfachen Parlamentarier in der Opposition sieht. Aufrufen zu Protesten gegen das Wahlergebnis wurde von den Oppositionsparteien eine Absage erteilt, man wolle es aber auf juristischem Wege anfechten. Zudem erwarte man in kurzer Zeit erneut vorgezogene Neuwahlen. Als wichtigste Gründe für das unerwartet schwache Abschneiden nannte Kotscharjan, dass kaum auf dem Land Wahlkampf geführt wurde – wo die Opposition auch besonders schwach abschnitt – dass der Wahlkampf sehr kurz war und vermutlich viele Wähler die Rückkehr früherer Präsidenten ablehnen. Staatspräsident Armen Sarkissjan rief dazu auf, friedlich zu bleiben und jede Eskalation zu verhindern. Die armenische Kirche gratulierte Paschinjan zum Sieg und bewertete seine erste Rede positiv.
Bei der Generalstaatsanwaltschaft gingen 319 Berichte über Unregelmäßigkeiten ein, sechs Ermittlungsverfahren wegen mutmaßlicher Bestechung während des Wahlkampfes wurden eingeleitet. 41 Vorfälle werden wegen Verstößen gegen den Wahlprozess untersucht. Für Vorwürfe der Manipulation sorgte auch, dass es während der Auszählung in mehreren Provinzen Stromausfälle gab. Laut dem Bericht der OSZE-Beobachter war die Wahl im Wesentlichen geregelt und nach dem Gesetz abgelaufen. Trotz des stark polarisierten Wahlkampfs sei die Wahl selbst friedlich und geordnet abgelaufen. Jedoch seien Wahllokale teils überfüllt und für Behinderte schlecht oder nicht zugänglich gewesen. Der Wahlkampf sei trotz seiner Kürze frei abgelaufen, jedoch gab es Druck auf Angestellte und Arbeiter durch ihre Arbeitgeber, privat und staatlich, für bestimmte Kandidaten zu stimmen. Viele Medien hätten sich um ausgewogene Berichterstattung bemüht, häufig sei aber immer noch eine enge Bindung mancher Medien an bestimmte Parteien und Politiker festzustellen. Frauen seien im Wahlkampf deutlich unterrepräsentiert gewesen. Problematisch seien auch kurz zuvor erfolgte Änderungen am Wahlrecht, da sie Rechtsunsicherheit geschürt hätten. Jedoch fanden diese Änderungen breite Akzeptanz, wurden ordnungsgemäß umgesetzt und führten zu Verbesserungen im Wahlprozess, beispielsweise mehr Frauen unter den Kandidierenden.
Der Premier von Armeniens Nachbarland Georgien gratulierte Paschinjan zum Sieg und zur erfolgreichen Durchführung der Wahl. Der aserbaidschanische Außenminister äußerte sich zurückhaltend, dass die neue armenische Regierung die Ursachen der innenpolitischen Krise untersuchen müsse. Ebenfalls abwartend, was die weitere Politik Armeniens betrifft, äußerte sich Sergei Lawrow als Vertreter der russischen Regierung. Die US-Regierung begrüßte den laut Wahlbeobachtern geordneten und friedlichen Ablauf der Wahl, unterstützte den Befund der Beobachter und rief zur Akzeptanz der Wahlergebnisse auf. Man wünsche sich, dass Armenien den 2018 eingeschlagenen Weg zu Rechtsstaatlichkeit und Demokratie fortsetzt. Auch die EU-Delegation in Armenien äußerte sich positiv zum Wahlablauf und rief alle politischen Kräfte im Land zur Zusammenarbeit auf. Man freue sich auf die weitere Arbeit mit der armenischen Regierung und wolle weitere Reformen und eine engere Zusammenarbeit unterstützen.
Am 9. Juli führten Ermittler eine Durchsuchung beim Bürgermeister der Gemeinde Worotan in Sjunik durch, der beschuldigt wird, Wählern öffentliche Gelder versprochen zu haben, falls sie für den „Armenien“-Block stimmen. Am gleichen Tag fanden in Jerewan Kundgebungen vor dem Verfassungsgerichtshof statt, der die Vorwürfe von Wahlbetrug untersucht. Die regierungstreuen Demonstranten forderten, die Wahlergebnisse anzuerkennen. Dennoch wurde das Wahlergebnis am 17. Juli vom Gericht bestätigt. Bis Ende Juli eröffnete die armenische Staatsanwaltschaft 78 Verfahren gegen 83 Personen wegen Verstößen gegen das Wahlgesetz.
Am 2. August trat das neu gewählte Parlament zu seiner ersten Sitzung zusammen. Die Fraktion Zivilvertrag schlug Nikol Paschinjan für eine weitere Amtszeit als Premierminister vor, was am gleichen Tag von Präsident Armen Sarkissjan per Dekret bestätigt wurde. Während die Regierungsfraktion Alen Simonjan als Parlamentspräsident nominierte, schlugen die Oppositionsfraktionen für die Vizeposten die Mchitar Sakarjan und Artur Sargsjan vor, die in Haft sind. Da sie zu ihrer Kandidatur nicht persönlich anwesend sein konnten, verließen die Abgeordneten der Opposition aus Protest die Sitzung.